# Władysław Budzisz
Władysław Budzisz (ur. 1900 w Rzeszowie, zm. 1973 w Jarosławiu) – prezes Stowarzyszenia Miłośników Jarosławia.

## Życiorys
Urodził się 22 stycznia 1900 r. w Rzeszowie gdzie ukończył szkołę podstawową. W 1910 roku zamieszkał wraz z rodziną w Jarosławiu dokąd jego ojciec został przesiedlony. W latach 1911–1912 uczęszczał do humanistycznego gimnazjum w Jarosławiu przy ul. 3-go maja, a w latach 1912–1914 na skutek przeniesienia się rodziców do Krakowa chodził do gimnazjum – filii św. Jacka w Krakowie. 
Od stycznia 1915 do października 1916 roku służył w I Brygadzie Legionów Polskich. Brał czynny udział w walkach i został ranny pod Kozienicami. Za udział w tej wojnie otrzymał odznaczenia bojowe i krzyż zasługi. Po powrocie z Legionów nadal uczęszczał do gimnazjum, a po jego ukończeniu zapisał się na Wydział Chemii Uniwersytetu Jagiellońskiego w Krakowie. Po I wojnie światowej pracował w charakterze dziennikarza w „Gońcu Krakowskim”, gdzie redagował dział sportowy. Był członkiem zarządu Klubu Sportowego „Wisła”. W okresie międzywojennym ideowo związany był ze Stronnictwem Chłopskim, z którego to ugrupowania kandydował na posła do sejmu RP. W 1939 ożenił się i zamieszkał w Warszawie z której został ewakuowany do wsi Ostrówek.
Po zakończeniu kampanii wrześniowej w 1939 roku powrócił do Warszawy. W 1940 roku wyjechał do Jarosławia. W czasie okupacji pracował jako księgowy w majątku ziemskim w Karawaczu. 18 sierpnia 1944 wybrany został na radnego wojewódzkiej Rady Narodowej w Rzeszowie, a 27 września tego roku został starostą powiatowym w Jarosławiu, którym był do 1945 roku. W tym samym czasie pełnił funkcję prezesa Spółdzielni „Jedność” w Jarosławiu.
Pod koniec 1948 roku został prezesem powstałej w Jarosławiu Powszechnej Spółdzielni Spożywców. W latach 1945–1947 był prezesem Jarosławskiego Klubu Sportowego. Z jego inicjatywy i jego staraniem został zbudowany w tym czasie stadion sportowy przy ulicy Bandurskiego w Jarosławiu, którego uroczyste otwarcie odbyło się 25 maja 1947 roku. Po ustąpieniu z prezesury, 15 maja 1947 roku powołany został na członka Rady Opiekuńczej Klubu Sportowego a 20 sierpnia wybrany został prezesem honorowym. Na zebraniu organizacyjnym Polskiego Towarzystwa Krajoznawczego w Jarosławiu, które odbyło się 20 stycznia 1950 roku został wybrany jego pierwszym prezesem. Od pierwszych chwil po wyzwoleniu żywo interesował się działalnością Stowarzyszenia Miłośników Jarosławia – był jednym z inicjatorów reaktywowania jego działalności przerwanej w okresie okupacji. W latach 1945–1947 był jego prezesem. W latach 1947–1958 działalność stowarzyszenia była z powodu sytuacji politycznej w Polsce czasowo zawieszona. Po wznowieniu działalności, od 27 listopada 1958 roku pełnił funkcję sekretarza. 27 stycznia 1963 roku ponownie wybrano go na prezesa, którą to godność piastował do 1973 roku.
W 1963 roku otrzymał wojewódzką nagrodę za działalność na polu naukowo-badawczym i kulturalno-oświatowym. Radny Miejskiej Rady Narodowej w Jarosławiu w latach 1944–1954 i 1961–1973. Zmarł 17 lipca 1973 w Jarosławiu, pochowany został na Starym Cmentarzu.

## Odznaczenia (wybrane)
- Odznaka Tysiąclecia Państwa Polskiego
- Zasłużony Działacz Kultury
- Zasłużony dla woj. Rzeszowskiego